# مسجد شيونغ شوي
مسجد شيونغ شوي أو مركز مسجد شيونغ شوي الإسلامي هو مسجد ومركز إسلامي حاليا قيد الإنشاء في فانلينغ شيونغ شوي الجديدة في المنطقة الشمالية من الأراضي الجديدة في هونغ كونغ التابعة إداريا لجمهورية الصين الشعبية، وسيكون المسجد السابع الذي يبنى في هونغ كونغ، وأول مسجد يبنى في الأقاليم الجديدة عند انتهائه، المسجد يخدم 7,000 مسلم يعيشون في الأراضي الجديدة، وسيتم تشغيلها من قبل الجمعية الإسلامية المتحدة في هونغ كونغ.

## التاريخ
في عام 1990 أدلت إنكوربوريتد وهي أمناء صندوق الجماعة الإسلامية في هونغ كونغ الدراسات الأولية حول إمكانية بناء مسجد مع مرافقه المساعدة في دي دي 51 في قرية تين سوم في فانلينغ أحد الأقاليم الجديدة، تقع المسجد في الجزء العلوي من تلة، وقدمت الأرض إلى الأمناء من قبل مالكها الراحل السيد محمد معلي الدين، وبعد سنتين ونصف من الانتظار أي في عام 1993 صرحت حكومة هونغ كونغ أنها لا تدعم اقتراح بناء المسجد بسبب اعتراضات قوية من المجتمعات المحلية، واعتبر الموقع المقترح للمسجد غير مناسب نظرا لقربه مع معبد ناويس الموجود في المنطقة المجاورة، وبعد أن أسقطت الحكومة الاقتراح انخفضت متابعة المسألة ولم تتابع .
وفي وقت لاحق بعد محاولتين فاشلتين اخرتين تم الانتهاء من البحث عن موقع جديد في الخامس عشر من شهر ديسمبر من عام 1997، وكانت الأرض الجديدة المقترحة رقمها 203 بي - 6 في فالينع شيونغ شوي نيو تاون، واقترح بناء مسجد ومركز إسلامي عليها، بعد عدة اعتراضات وتسويات مع المجتمع المحلي تمت الموافقة على المنحة، وتم كتابة عقد الإيجار لمدة 50 عاما من الأرض في الثالث والعشرين نت شهر نيسان من عام 2006 تحت عدة شروط الأولية، ومع ذلك وبعد سنتين من تأمين الأرض بدأ بناء المسجد ولكن البناء تعذر بدء بسبب نقص الموارد المالية، وفي الثاني والعشرين من شهر كانون الثاني عام 2014 وبدأت أعمال البناء تصبخ في نهاية المطاف بدءا من فحص التربة.

## العمارة
المنطقة المعنية بالبناء أرض مساحتها 2,046 متر مربع، ويضم المبنى العام ست مباني، حيث سيتم تخصيص اثنين منهم لمسجد شيونغ شوي والباقي للمنزل ضيافة وراحة يتسع لحوالي 200 شخص، بالإضافة لانشاء عيادة طبية ومدرسة ثانوية إنجليزية ومدرسة متوسطة في بقية المباني .

## وسائل النقل
سيتم التوصل والقدوم لمسجد شيونغ شوي من محطة شيونغ شوي الشمالية بواسطة قطار النقل الجماعي في هونغ كونغ .